# Ga Gwanaksan
Ga Gwanaksan (Đại hoc Quốc gia Seoul) (Tiếng Hàn: 관악산(서울대)역) là một ga trên tuyến Sillim ở Sillim-dong, Gwanak-gu, Seoul.

## Lịch sử
- Ngày 7 tháng 2 năm 2021: Tên ga được quyết định là Ga Gwanaksan[2]
- Ngày 16 tháng 9 năm 2021: Đổi tên ga thành ga Gwanaksan (Đại học Quốc gia Seoul)[3]
- Ngày 28 tháng 5 năm 2022:  Khai trương

## Bố trí ga
| Seoul National University Venture Town ↑ |
| \| N/B                                   |
| Bắt đầu·Kết thúc                         |

| Hướng Bắc | ● Tuyến Sillim | ← Hướng đi Saetgang   |
| Hướng Nam | ● Tuyến Sillim | → Kết thúc tại ga này |

## Vùng lân cận
- Đường vành đai Gangnam
- Gwanaksan
- Đại học Quốc gia Seoul
- Trường trung học cơ sở Sillim
- Trường tiểu học Seoul Samsung
- Trường trung học cơ sở Samsung
- Trường thông tin công nghiệp Seoul
- Trường trung học Samsung
- Thư viện trung tâm Gwanak (Trung tâm văn hóa Gwanak)
- Núi Cheongryongsan
- Công viên Nadeulmok
- Sillim Geumho Tower 2 APT
- Geonyoung 3 APT
- Geonyeong 5 APT
- Cheonggwang APT